# Cortinarius ohauensis
Cortinarius ohauensis är en svampart som först beskrevs av Soop, och fick sitt nu gällande namn av Peintner & M.M. Moser 2002. Cortinarius ohauensis ingår i släktet Cortinarius och familjen spindlingar.   Inga underarter finns listade i Catalogue of Life.